# Katharina Wolff (Triathletin)
Katharina Wolff (* 5. März 1990) ist eine deutsche Triathletin und Duathletin. Sie ist vierfache Deutsche Meisterin im Cross-Duathlon (2016–2019) und ETU-Europameisterin auf der Triathlon-Langdistanz (2022). Sie wird in der Bestenliste deutscher Triathletinnen auf der Ironman-Distanz geführt.

## Werdegang
Wolff wurde von 2016 bis 2019 vier Mal in Folge Deutsche Meisterin Cross-Duathlon.
Im September 2016 erzielte sie den fünften Platz beim Ironman 70.3 Rügen.
2017 folgte ein vierter Platz bei der Challenge Davos  und ein Sieg beim Viernheimer V-Card-Triathlon.
Im Mai 2019 wurde sie bei der Challenge Heilbronn Deutsche Vizemeisterin auf der Mitteldistanz.
Katharina Wolff wird trainiert von Utz Brenner.

### Europameisterin Triathlon-Langdistanz 2022
Im Juli 2022 wurde sie Siebte beim Ironman Switzerland in 9:36:50 Stunden.
Im Rahmen der Challenge Almere Amsterdam wurde die 32-Jährige im September 2022 Europameisterin auf der Triathlon-Langdistanz.
Seit dem zweiten Staatsexamen 2018 für die Primarstufe (Grundschule) ist sie als Lehrerin im Schuldienst tätig.

## Sportliche Erfolge
| Datum/Jahr    | Platz | Wettbewerb                   | Austragungsort | Zeit     | Bemerkung                                          |
| ------------- | ----- | ---------------------------- | -------------- | -------- | -------------------------------------------------- |
| 29. Juli 2018 | 2     | HeidelbergMan                | Heidelberg     | 02:23:29 | 1,6 km Schwimmen, 35 km Radfahren und 10 km Laufen |
| 27. Aug. 2017 | 1     | Viernheimer V-Card Triathlon | Viernheim      | 02:12:42 |                                                    |
| 31. Juli 2016 | 2     | HeidelbergMan                | Heidelberg     | 02:21:13 |                                                    |

| Datum/Jahr    | Platz | Wettbewerb                                         | Austragungsort       | Zeit     | Bemerkung                                                                                           |
| ------------- | ----- | -------------------------------------------------- | -------------------- | -------- | --------------------------------------------------------------------------------------------------- |
| 16. Aug. 2025 | 4     | Ironman Kalmar                                     | Kalmar               | 08:56:13 | |
| 6. Juli 2025  | 8     | Challenge Roth                                     | Roth                 | 09:01:53 | |
| 22. Sep. 2024 | 19    | Ironman World Championships                        | Nizza                | 09:46:49 | als viertschnellste Deutsche hinter der Siegerin Laura Philipp                                      |
| 14. Juli 2024 | 6     | Ironman Vitoria-Gasteiz                            | Vitoria-Gasteiz      | 08:47:58 | [ 6 ]                                                                                               |
| 9. Sep. 2023  | 4     | ETU Triathlon European Championships               | Almere               | 08:53:13 | im Rahmen der Challenge Almere-Amsterdam                                                            |
| 10. Sep. 2022 | 1     | ETU Triathlon European Championships               | Almere               | 09:10:10 | Europameisterin Langdistanz im Rahmen der Challenge Almere-Amsterdam                                |
| 9. Juli 2022  | 7     | Ironman Switzerland                                | Thun                 | 09:36:50 | [ 10 ]                                                                                              |
| 30. Mai 2021  | 5     | 140.6 INN International Triathlon                  | Castell-Platja d’Aro | 10:14:37 | hinter Emma Bilham                                                                                  |
| 21. Sep. 2019 | 8     | Ironman Italy                                      | Cervia               | 09:24:03 | |
| 19. Mai 2019  | 2     | DTU Deutsche Meisterschaft Triathlon Mitteldistanz | Heilbronn            | 04:35:08 | Deutsche Vize-Meisterin auf der Mitteldistanz, hinter Daniela Bleymehl, bei der Challenge Heilbronn |
| 25. Mai 2014  | 17    | Ironman 70.3 St. Pölten                            | St. Pölten           | 04:46:50 | |

| Datum/Jahr    | Platz | Wettbewerb                                | Austragungsort | Zeit     | Bemerkung                         |
| ------------- | ----- | ----------------------------------------- | -------------- | -------- | --------------------------------- |
| 17. März 2019 | 1     | DTU Deutsche Meisterschaft Cross-Duathlon | Trier          | 01:46:46 | Deutsche Meisterin Cross-Duathlon |
| 29. Sep. 2018 | 1     | DTU Deutsche Meisterschaft Cross-Duathlon | Östringen      |          | Deutsche Meisterin Cross-Duathlon |
| 12. März 2017 | 1     | DTU Deutsche Meisterschaft Cross-Duathlon | Trier          | 01:37:18 | Deutsche Meisterin Cross-Duathlon |
| 8. Okt. 2016  | 1     | DTU Deutsche Meisterschaft Cross-Duathlon | Östringen      |          | Deutsche Meisterin Cross-Duathlon |